# Ичэн (Чжумадянь)
Ичэ́н (кит. упр. 驿城, пиньинь Yìchéng, буквально: «город на месте почтовой станции») — район городского подчинения городского округа Чжумадянь провинции Хэнань (КНР).

## История
Исторически эти места входили в состав уезда Цюэшань. При империи Мин в 1474 году здесь была размещена станция конной почты, получившая название «Чжумадянь». В 1904 году здесь прошла железная дорога, связавшая Пекин и Ухань, была основана железнодорожная станция и начал развиваться посёлок.
В 1949 году был создан город Чжумадянь, вошедший в состав Специального района Синьян (信阳专区). В 1952 году он был понижен в статусе, снова став посёлком в составе уезда Цюэшань, но в 1953 году снова получил статус города. В 1958 году Чжумадянь опять стал посёлком в составе уезда Цюэшань.
В 1965 году из Специального района Синьян был выделен Специальный район Чжумадянь (驻马店专区). В 1969 году Специальный район Чжумадянь был переименован в Округ Чжумадянь (驻马店地区). В 1981 году посёлок Чжумадянь опять был поднят в статусе, став городским уездом.
Постановлением Госсовета КНР от 8 июня 2000 года были расформированы округ Чжумадянь и городской уезд Чжумадянь, и образован городской округ Чжумадянь; бывший городской уезд Чжумадянь стал районом Ичэн в его составе.

## Административное деление
Район делится на 11 уличных комитетов, 5 посёлков и 5 волостей.